# Tong (Insel)
Die Insel Tong (auch Sankt-Rafael-Insel) ist eine Insel im Norden von Papua-Neuguinea. Sie ist Teil der Provinz Manus.

## Geographie
Tong gehört zu den Admiralitäts-Inseln. Die Insel befindet sich 50 km östlich von Manus, und 8 km östlich von Pak; die Insel Rambutyo liegt 20 km südwestlich.
Die dicht bewaldete Insel ist vulkanischen Ursprungs und erreicht eine Höhe von 20 m. Tong ist 6,5 km lang und 3,5 km breit, die Insel ist von Korallenriffen umgeben. 
Auf Tong wird die austronesische Sprache Pak-Tong gesprochen, die 1977 970 Sprecher hatte.
Der Ebenholz-Honigfresser (Myzomela pammelaena) ist auf Tong endemisch.

## Geschichte
Die Inseln werden wahrscheinlich seit etwa 1500 v. Chr. von Melanesiern bewohnt. Das Gebiet kam im Jahr 1885 unter deutsche Verwaltung und gehörte seit 1899 zu Deutsch-Neuguinea. 1914 wurden die Inseln von australischen Truppen erobert, und nach dem Ersten Weltkrieg als Mandat des Völkerbundes von Australien verwaltet. Von 1942 bis 1944 waren die Inseln von Japan besetzt, kehrten aber 1949 in australische Verwaltung zurück. Seit 1975 sind sie Teil des unabhängigen Staates Papua-Neuguinea.